# Ungerhauser Wald

Das gemeindefreie Gebiet Ungerhauser Wald

Der Ungerhauser Wald ist ein 3,26 km² großes gemeindefreies Gebiet im Landkreis Unterallgäu in Bayerisch Schwaben. Es ist überwiegend bewaldet und unbewohnt.

## Nachbargemeinden
|                      | Gemeinde Westerheim                         |                      |
| Gemeinde Ungerhausen | Kompassrose, die auf Nachbargemeinden zeigt | Gemeinde Westerheim  |
|                      | Gemeinde Hawangen                           | Gemeinde Ungerhausen |

## Nutzung
Das Gebiet wird hauptsächlich forstwirtschaftlich genutzt.

## Bodendenkmäler
Im Ungerhauser Wald befindet sich ein Burgstall des Mittelalters, der unter dem Aktenzeichen D-7-8027-0013 in der Bodendenkmalliste des Bayerischen Landesamtes für Denkmalpflege gelistet ist.